# Jacmel
Jacmel, (haitisk kreol: Jakmèl) är en kommun och stad i södra Haiti. Staden, som grundades 1698, är huvudort i departementet Sud-Est och har en befolkning om cirka 40 000.
Byggnaderna i staden är gamla och är från början av 1800-talet. Staden är sedan 21 september 2004 uppsatt på Haitis tentativa världsarvslista.

## Historia
Staden grundades 1698 som huvudstad i den sydöstra delen av den franska kolonin Saint-Domingue. Området som idag kallas Jacmel var Taínofolkets territorium i Jaragua lett av caciquen Bohechio. Med ankomsten av fransmänen och senare grundläggandet av staden, ändrade fransmännen namnet Yaquimel till Jacmel.
Staden har inte förändrats mycket sedan slutet av 1800-talet då den beboddes av rika kaffeköpmän, som levde i vackra stadshus. Dessa hus kom senare att påverka bostadshusens utseende i New Orleans; stadens arkitektur hade gjutjärnspelare och balkonger köpta i Frankrike. Idag är många av dessa hantverksbutiker som säljer exempelvis papier-mâchémasker och träsnidade djurfigurer. På senare år har insatser gjorts för att återuppliva de en gång blomstrande cigarr- och kaffeindustrierna. Staden är ett populärt besöksmål i Haiti genom sitt relativa lugn och nära avstånd till Port-au-Prince.